# Chesney Hawkes
Chesney Lee Hawkes (født 22. september 1971) er en engelsk sanger.
Han havde et hit med "The One And Only" tilbage i 1991.

## Diskografi
- Buddy's song(soundtrack) (1991)
- Get the picture (1993)